# 17e brigade mécanisée lourde
Pour les articles homonymes, voir 17e brigade.
La 17e brigade mécanisée lourde, de son nom complet la 17e brigade mécanisée lourde séparée de Kryvyï Rih nommée d'après Constantin Pestouchko (en ukrainien : 17 окрема Криворізька важка механізована Криворізька бригада, abrégé en 17 ОВМБр ; numéro d'unité militaire A3283), anciennement la 17e brigade de chars (en ukrainien : 17-та окрема танкова Криворізька бригада імені Костянтина Пестушка, abrégé en 17 ОТБр) ; est une grande unité blindée des troupes terrestres des Forces armées de l'Ukraine.
Comme son nom l'indique, elle est en temps de paix en garnison à Kryvyï Rih, dans l'oblast de Dnipropetrovsk. Durant l'invasion russe de l'Ukraine, la brigade prend part aux batailles de Sievierodonetsk, Kherson, Bakhmout et Tchassiv Iar.

## Historique

### Division soviétique
La filiation de la 17e brigade remonte à une série d'unités soviétiques : d'abord la 174e division de fusiliers mise sur pied en 1940, devenue après la bataille de Moscou et la contre-offensive d'hiver la 20e division de fusiliers de la Garde le 17 mars 1942. L'unité participe à la bataille de Stalingrad, ainsi qu'à la reprise de Krivoï Rog (le nom russe de Kryvyï Rih) et Odessa, enfin à la conquête de Budapest et de Vienne.
Au tout début de la guerre froide, la division reçoit des véhicules blindés, d'où son renommage en 20e division mécanisée de la Garde en 1945, puis en 37e division de chars de la Garde en juin 1957. En juillet 1958, la division déménage de Constanța (fin de l'occupation de la Roumanie) à Krivoï Rog. Elle est renumérotée la 17e division de chars de la Garde en janvier 1965. Il s'agit dans les années 1980 d'une unité-cadre, aux faibles effectifs, attendant une hypothétique mobilisation : elle aligne en 1985 2 500 hommes, 322 T-64A, 108 BMP-1, onze BTR-60 et 72 obusiers de 122 mm M-30. La division devient ukrainienne en janvier 1992, conservant son nom et ses titres (Garde, Krivorozhskaïa, ordres du Drapeau rouge et de Souvorov), intégrée au 6e corps d'armée (Ukraine). 

### Brigade ukrainienne

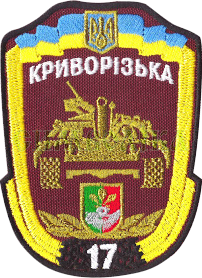
Insigne de 2016.

Ses effectifs sont réduits, d'où sa transformation en 17e brigade de chars de la Garde en septembre 2003. Au printemps 2014, l'unité est en plein réorganisation pour former la 2e brigade de chars, avec des effectifs squelettiques : la restructuration est abandonnée, les unités complétées avec des volontaires et des groupes tactiques sont engagées dans le Donbass, avec en 2014 les bataille de Marioupol, bataille de Debaltseve, au siège d'Ilovaïsk et seconde bataille de l'aéroport de Donetsk. Lors de cette dernière, elle fait partie des unités qualifiées de кіборг (« cyborgs », leur résistance dans les décombres étant qualifiée de « surhumaine »).
La brigade abandonne ses titres honorifiques soviétiques le 18 novembre 2015 et son titre de Garde en 22 août 2016, dans le cadre de la décommunisation en Ukraine ; elle conserve par contre la mention « de Kryvyï Rih », car la ville est en Ukraine. En complément, la brigade reçoit le nom de Constantin Pestouchko, l'ataman de la république de Kholodnoïarsk (1919–1922) et commandant de la division des steppes.

### Invasion russe de l'Ukraine

#### Invasion à grande échelle: bataille du Donbass et front sud (février - juillet 2022)
La brigade est engagée lors de l'invasion russe de 2022. Au moment du déclenchement du conflit, elle est répartie à travers le front. Un bataillon de la brigade appuie la 60e brigade mécanisée en défense de Kryvyï Rih. La majeure partie de la brigade dont au moins un bataillon de chars, le bataillon mécanisé, bataillon du génie et la compagnie de reconnaissance sont stationnés dans l'oblast de Louhansk au sud de Sievierodonetsk défendant la ligne de front autour de Novotoshkivske sur le point de contrôle n°29. Un bataillon de chars est à Kharkiv. Le 3e bataillon de chars commandé par le Lieutenant-colonel Oleg Grudzevych est envoyé afin de protéger Volnovakha et Marioupol où il passe sous le commandement de la 36e brigade de marine. Il se positionne à Hnutove (uk) où il perd au moins un char le 28 février. L'essentiel des hommes sont tués ou faits prisonniers au moment de la reddition de l'usine Ilitch le 11 avril, mais Grudzevych et quinze de ses hommes parviennent à traverser les lignes ennemies sur 175 km et rejoindre le côté ukrainien.
Le 6 avril 2022, le capitaine Otserklevych Jaroslavovych, commandant adjoint du bataillon mécanisé est tué à Novotoshkivske au sud de Severodonetsk. Des unités d'artillerie de la brigade s'illustrent durant la bataille du Donets en participant, au côté de la 80e brigade d'assaut aérien, à la destruction près de Bilohorivka de 73 blindés russes, dont des chars et des véhicules de combat d'infanterie qui tentaient de traverser la rivière Donets. Le 25 avril, Novotoshkivske est prise par les troupes russes et les éléments de la 17e brigade se replient devant Hirske en protection de la route R66 qui mène à Lyssytchansk. En juin, ces mêmes éléments de la brigade participent à la défense de Sloviansk retenant les Russes lors des batailles de Bohorodychne et de Krasnopillia tandis que d'autres unités dont le 2e bataillon de fusiliers mènent des contre-attaques dans l'oblast de Kherson.

#### Contre-offensive de Kherson (août - novembre 2022)
À partir d'août 2022, la brigade est pleinement déployée sur le front sud. Elle participe à la contre-offensive de Kherson, positionnée sur la rive orientale de la rivière Inhoulets entre Arkhanhel's'ke, Vyssokopillia et Velyka Kostromka. Début octobre, un bataillon de la 17e brigade soutient les 129e brigade de défense territoriale, 57e brigade motorisée, 60e brigade mécanisée et de la 128e brigade d'assaut de montagne alors quelles réalisent une percée en direction de Doudtchany. Le 4 octobre, des éléments de la 17e brigade libèrent le village de Novodmytrivka. Le 5 octobre, un T-64 qui accompagne un peloton de BMP-1 du 2e bataillon de la 128e à l'ouest de Doudtchany engage un combat contre des blindés 34e brigade de fusiliers motorisés parvenant à détruire deux T-90. La brigade participe ensuite aux opérations de libération de l'oblast de Kherson jusqu'à la mi-novembre 2022.

#### Batailles de Bakhmout et Tchassiv Iar (depuis janvier 2023)
Début décembre 2022, les 24e brigade mécanisée et 57e brigade motorisée puis à la fin du mois la 17e brigade, la 46e brigade aéromobile, 63e brigade mécanisée et la 61e brigade d'infanterie qui étaient auparavant à Kherson, sont redéployées dans le Donbass afin de contenir l'offensive russe sur la ville de Bakhmout. Les 17e, 46e et 61e brigades sont positionnées à Soledar afin de relever la 93e brigade mécanisée mais ne peuvent empêcher la prise de la ville par les hommes de Wagner. La brigade est alors repositionnée directement dans la ville de Bakhmout ainsi que sur le flanc sud de Bakhmout près de Klichtchiïvka à partir du mois de mars 2023. Entre juin et juillet, elle prend part activement au combat entre Bakhmout et Tchassiv Iar positionnée autour d'Ivanivske et Khromove au moment de la contre-offensive ukrainienne de 2023 avant d'être renvoyée à l'arrière. La brigade prend ensuite part à la bataille de Tchassiv Iar.

#### Offensive dans l'oblast de Koursk
L'unité est engagée dans offensive dans l'oblast de Koursk.
Le 16 décembre 2024, des soldats de la 17e brigade mécanisée lourde, ont diffusé une vidéo de la défaite de l'infanterie nord-coréenne dans la région de Koursk.

## Structure

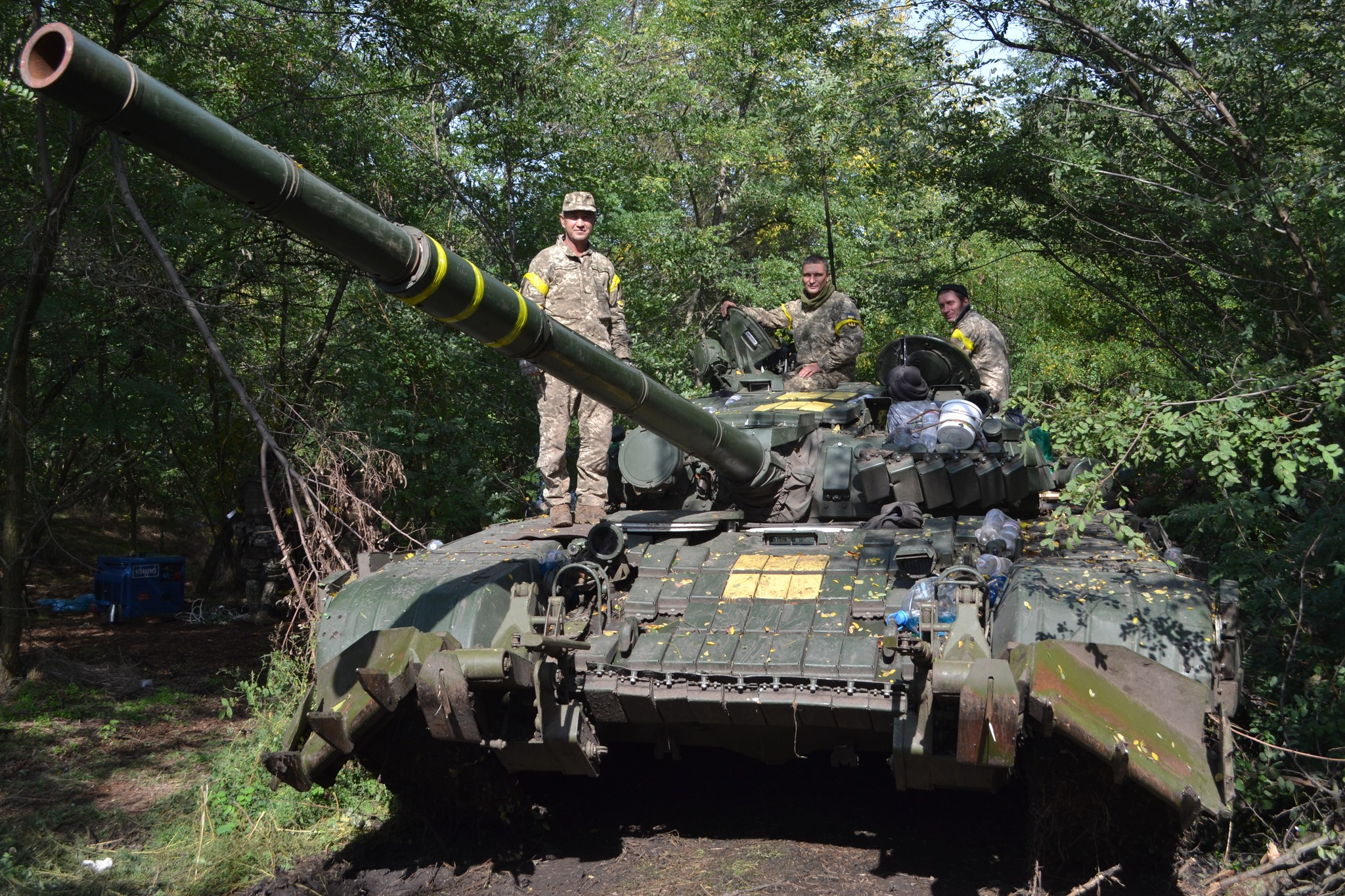
Opérant un T-72 avec marque jaune en octobre 2022.

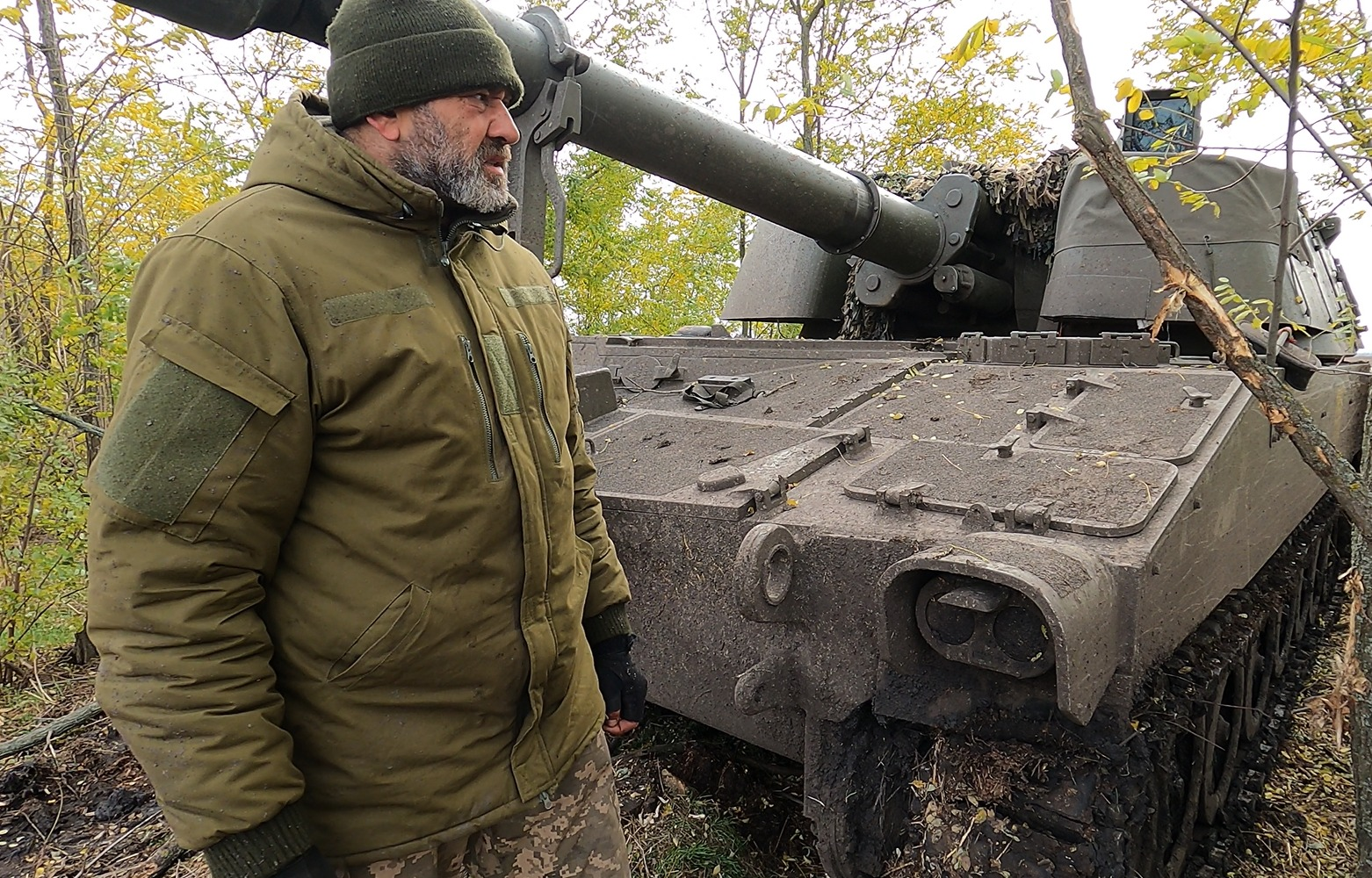
Un obusier M-109 en novembre 2022.

### Structure entre 2022 et 2024
- État-major (штаб) de la brigade[21] ;
  - 
    -  compagnie de protection du QG ;

  -  1er bataillon de chars ;
  -  2e bataillon de chars ;
  -  3e bataillon de chars ;
  -  4e bataillon de chars ;
  -  1er bataillon mécanisé (sur BMP-1) ;
  -  1er bataillon de fusiliers (levé en 2022)
  -  2e bataillon de fusiliers (levé en 2022)
  -  groupe d'artillerie de la brigade :
    - batterie de contrôle et d'acquisition de cibles ;
    - division (дивізіон)[22] d'artillerie automotrice (2S3 Akatsiya) ;
    - division d'artillerie automotrice (2S1 Gvozdika) ;
    - division de lance-roquettes (BM-21 Grad) ;

  - bataillon de défense antiaérienne (9K35 Strela-10) ;
  - compagnie de reconnaissance ;
  - bataillon du génie ;
  - bataillon de maintenance ;
  - bataillon logistique ;
  - compagnie de tireurs d'élite ;
  - compagnie de guerre électronique ;
  - compagnie de transmissions ;
  - compagnie de radars (désignation d'objectifs) ;
  - compagnie de défense NBC ;
  - compagnie médicale (soins et évacuation)[23].

### Matériel et équipements
- quatre bataillons de chars : T-64BV et B, T-72M1
- un bataillon mécanisé : BMP-1 et BMP-2
- deux bataillons de fusiliers : Pick-up
- compagnie de reconnaissance : BRDM-2
- groupe d'artillerie : un bataillon sur 2S1 Gvozdika, un sur 2S3 Akatsia, un sur BM-21 Grad. Une partie de l'équipement est remplacé ou complété par des M109A4BE automoteur livrés par le Royaume-Uni.
- bataillon anti-aérien : 9K35 Strela-10 et 2K22 Toungouska
- Radios/communication : R-145BM
- Médical : MT-LB-S

## Commandant
- 2011 à 2015 : Oleksandr Tarnavsky[24]